# Egmont Zechlin
Egmont Zechlin (ur. 27 czerwca 1896 w Gdańsku, zm. 23 czerwca 1992 w Selent) – niemiecki historyk.
Jako osiemnastolatek wziął udział w I wojnie światowej jako ochotnik. W 1916 został ciężko ranny i stracił lewą rękę. Po maturze i służbie na froncie w Macedonii został korespondentem wojennym. Był świadkiem rewolucji 1918 roku i powstania Spartakusa.
W 1919 rozpoczął studia historyczne w Berlinie i Heidelbergu. Został asystentem Prof. Hermanna Onckena. Habilitował się na podstawie pracy o Bismarcku. W 1931 otrzymał stypendium Rockefellera w USA i Azji Wschodniej, gdzie obserwował najazd Japonii na Mandżurię.
W latach 30. pracował na uniwersytetach w Marburgu, Hamburgu, Lizbonie i Berlinie. Zajmował się dziejami krajów zamorskich, co dało mu niezależność pracy w okresie nazizmu. Przyjaźnił się z przeciwnikami Hitlera: Arvidem Harnackiem i jego żoną Mildred Harnack.
Po II wojnie światowej został zatrudniony na Uniwersytecie w Hamburgu. Stworzył „Hans-Bredow-Institut für Rundfunk und Fernsehen”. Na początku lat 60. zaangażował się w spór historyków wokół polityki Niemiec przed i w czasie I wojny światowej, wywołany publikacjami Fritza Fischera. 